# مأموریت دیوانه‌وار ۴
ماموریت دیوانه‌وار ۴ (به انگلیسی: Mad Mission4) با عنوان اصلی بهترین دوست: هزاران مایل برای نجات (به چینی: 最佳拍檔之千里救差婆) یک فیلم سینمایی هنگ کنگی محصول سال ۱۹۸۶ در ژانر کمدی-اکشن به کارگردانی رینگو لام می‌باشد.

## بازیگران
- ساموئل هوئی در نقش کینگ کنگ
- کارل ماکا در نقش آلبرت آو
- سیلویا چانگ در نقش سوپ نانسی هو
- سالی یه در نقش سالی روشن
- کوروش وونگ در نقش بالی جونیور
- رونالد لیسی در نقش پسر بد
- کوان تاک-هینگ در نقش مربی تیم ملی هاکی
- روی چیائو در نقش استاد
- چو تاتو واه در نقش افسر وه
- شی کی‌ین در نقش مربی تیم های یخ اینترپل
- پومسون شیی در نقش دستیار پروفسور
- اونو بولی در نقش هورنسبی
- پیتر مک کولی در نقش حفار
- سندی دکستر در نقش دستیار پسر بد
- گیل آن جونز در نقش مرید پسر بد
- مرد فونگ گینگ مرد در نقش همسایه طبقه نهم آلبرت
- چانگ کوک-سه در نقش مسافر در اتوبوس [۱] [۲]